# Caixa d'Estalvis de la Província de Girona
La Caixa d'Estalvis de la Província de Girona fou una entitat financera de curta durada. Va ser fundada el 1862 i va desaparèixer el 1869. Fou l'antecedent remot de la que seria després la Caixa d'Estalvis Provincial, va ser creada en aplicació d'un decret governamental que manava l'erecció de caixes a totes les capitals de província. Orientada cap als treballadors, va obtenir uns resultats molt modestos i va tancar el 1869. Se’n conserven bàsicament els llibres de comptes.